# Otto Böttger
Otto Böttger (* 18. Juni 1923 in Halle (Saale); † 12. Mai 2001) war ein deutscher Physiker und Hochschullehrer.

## Leben
Nach dem Schulabschluss studierte er Mathematik, Physik, Chemie und erlangte den Abschluss als Diplom-Physiker. 1955 promovierte er zum Dr. rer. nat. 1956 wurde er zum Lehrbeauftragten am Universitätsinstitut für angewandte Physik der Martin-Luther-Universität Halle-Wittenberg ernannt. 1958 habilitierte er sich. Er floh aus der Deutschen Demokratischen Republik und wurde 1962 Privatdozent am Universitätsinstitut für theoretische Physik an der Universität Mainz. 1966 erfolgte seine Ernennung zum Professor für Experimentalphysik. 1971 wechselte er als Professor an die Gesamthochschule Kassel. Dort wurde er 1989 emeritiert.
Er war spezialisiert auf angewandte und Experimentalphysik.

## Schriften (Auswahl)
- (mit Siegfried Methfessel): Dünne Schichten. Halle (Saale) 1953.
- Untersuchungen über die Temperaturabhängigkeit der Austrittsarbeit von Elektronen an Metallen und Halbleitern. In: Wissenschaftliche Zeitschrift der Martin-Luther-Universität Halle-Wittenberg. Math.-naturwiss. Reihe. Jg. 4. 1954/55, Heft 4.